# It's brand new day
「It's brand new day」（イッツ・ブラン・ニュー・デイ）は、日本の歌手中森明菜の楽曲。この楽曲は中森の40枚目のシングルとして、2001年5月31日に@ease（Music@nifty内）よりデジタル・ダウンロードで先行リリースされた。

## 背景
「It's brand new day」は、@niftyの音楽コンテンツMusic@nifty（現@niftyミュージック）内のインディーズレーベル@easeから、2001年5月31日にデジタル・ダウンロードで発売された楽曲で、前作「Trust Me」からおよそ1年半ぶりのシングルとなった。この楽曲は、Adyaによって楽曲提供され、本作の音楽プロデュースを務めたURUが編曲した。デジタル・ダウンロードでのリリース後、この楽曲を引っ提げて2001年6月6日から2001年7月13日に行われた中森のコンサート・ツアーALL ABOUT AKINA 20th Anniversary IT'S BRAND NEW DAYの会場内でCDシングル (12cmCD: NNCC-10001)の販売が開始され、2001年7月10日にはMusic@niftyのオンラインストアにてCDの通信販売が展開し、2001年8月8日からは一部レコード店でもCD販売された。音楽配信とマキシシングルでのリリースは自身初であった。2002年になり、中森がユニバーサル ミュージック ジャパンにレコード会社を移籍したことにより、「It's brand new day」は2002年5月発売のスタジオ・アルバム『Resonancia』からレーベルを超えての先行シングルとなった。楽曲のジャンルについて@easeでは、R&Bと解説している。中森はこの楽曲のインタビューで、幼い頃から洋楽が好きで洋楽系の楽曲を歌いたかったことを明かしている。これまで、自身によるプロデュースが可能になってから、洋楽系の資料をスタッフに渡し提案をしてきたものの実現には至らなかったが、今回ようやく想いが実ったと語っている。
シングル盤「It's brand new day」の2曲目として発表された「Stay in love」は、「It's brand new day」に続いてAdyaが作詞し、プロデューサーのURUが作曲と編曲を手掛けた楽曲である。「Stay in love」は本作リリース後、トリンプ「恋するブラ」CMソングに使用された。
本作のレコーディングは、Be Born Studioで行われた。また、中森と楽曲提供したAdyaは、本作のコーラスも務めた。
なお、ジャケットは2種類存在しており、マキシ・タイプで発売されたものが先行、後にジュエル・ケースで発売された。

## 収録曲
| #         | タイトル                      | 作詞      | 作曲      | 時間  |
| --------- | ----------------------------- | --------- | --------- | ----- |
| 1.        | 「It's brand new day」        | Adya      | Adya      | 4:52  |
| 2.        | 「Stay in love」              | Adya      | URU       | 5:06  |
| 3.        | 「It's brand new day」(inst.) |           |           | 4:51  |
| 4.        | 「Stay in love」(inst.)       |           |           | 5:07  |
| 合計時間: | 合計時間:                     | 合計時間: | 合計時間: | 19:56 |

## クレジット
「It's brand new day」のライナー・ノーツより
- ALL songs produced & arranged by URU (D4P Music Entertainment)
- background vocal: 中森明菜・Adya
- guitar: 稲葉なるひ (Stay in love)
- recorded & mixed by 稲葉なるひ
- recorded & mixed at Be Born Studio
- mastering: 光藤光 (ast mastering studios)
- photo: 塚田和徳
- art work: seiichi komatsu (room)

## 収録アルバム
- 『歌姫伝説 〜90's BEST〜』[14][1]